# Omejes jezik
Omejes jezik (ISO 639-3: ome), jedan od pobliže neklasificiranih jezika aravačke porodice koji se nekada govorio u Kolumbiji.

## Vanjske poveznice
- Ethnologue (14th)
- Ethnologue (15th)
- The Omejes Language  Arhivirana inačica izvorne stranice od 26. listopada 2008. (Wayback Machine)